# Euplectromorpha unifasciata
Euplectromorpha unifasciata är en stekelart som beskrevs av Girault 1913. Euplectromorpha unifasciata ingår i släktet Euplectromorpha och familjen finglanssteklar. Inga underarter finns listade i Catalogue of Life.